# گیورگی بارامیدزه
گیورگی بارامیدزه (گرجی: გიორგი ბარამიძე زاده ۵ ژانویه ۱۹۶۸) نماینده مجلس و سیاستمدار اهل گرجستان است که از سال ۲۰۰۸ تا ۲۰۱۲ به عنوان معاون نخست‌وزیر و وزیر مشاور امور ادغام یورو اقیانوس اطلس گرجستان فعالیت کرد. او در ۲۱ اکتبر ۲۰۱۲ به عنوان نایب رئیس مجلس گرجستان انتخاب شد.